# 羅妮·達魯蜜
羅妮·達魯蜜(English: Roni Daloomi Hebrew: רוני דלומי‎),是一名以色列歌手(出生於1991/9/15)，她在2009年8月贏得了 Kochav Nolad 7 音樂大賽的冠軍。

簡歷

羅妮·達魯蜜 出生於以色列的奧梅爾。她的家庭出自於利比亞與伊拉克的米茲拉希猶太人。她在12歲之前在Bat-Dor Beer Sheva Municipal Dance Centre
學習舞蹈。她在2006年參與了在貝爾謝巴的名為Shir Nolad的兒童音樂慶典的演出。在2010年四月，羅妮以一名歌手的身分加入了以色列國防軍的藝工隊。

Kochav Nolad 7

在整季中名次墊底的達魯蜜是所有選手中最不受評審(特別是Gal Uchovsky)青睞的選手。除此之外，達魯蜜幾乎每次都被觀眾投票搶救，而得以在最後的決賽中勝出(在評審的評比出的名次落後下，再一次地，她仍以61%的觀眾得票率勝出)。當時僅有17歲的達魯蜜，是該音樂比賽節目中有史來來最年輕的優勝者，並且是繼第一季的優勝者Ninet Tayeb後的第一位女性優勝者。
演藝生涯
達魯蜜在2010年四月分時發行第一支單曲"Ten"。"Ten"是希伯來文版的葛洛莉雅·伊斯特芬的歌曲 "Hoy"，並由Gilad Segev填寫希伯來文的歌詞。這首單曲被提名為年度最佳單曲。三個月後，她又發行了第二支單曲(也是一拉丁版)"Ktzat Acheret" (A Little Different), 並讓達魯蜜得到年度最佳歌手的提名。她在Channel 24及兒童頻道中封后。"Ten"在兒童頻道中被選為年度最佳歌曲"。在2010年的11月，她發行了第三支單曲"Kach O' Kach" (Either way), 此曲由 Robi Draco Rosa的"Crash Push" 改編而成(亦即英文版的 "Más y Más")。
達魯蜜在2010年12月20日發行了她的首張專輯"Ktzat Acheret"。這張專輯收錄了10首拉丁風格的歌，包含兩首由達魯蜜填詞的歌，還收錄一首與哥倫比亞歌手Marta Gomez對唱的歌"Paula Ausente"(Absent Paula)。此歌於2011年12月以單曲的方式發行。這張專輯獲得了普遍的正面迴響。但是，太多改編自南美拉丁流行音樂的歌曲，也受到批評。改編拉丁流行音樂作為專輯的構想，出自於達魯蜜大受讚賞的"Cada Dia" (Everyday)的演唱，一首原唱者Marta Gomez的歌(Idan Raichel's Project's third album)。
達魯蜜在2011年四月發行了單曲"Shilchi Oto" (Send Him Away)。這首歌由Binyamin Frank作詞，Ronit Shachar作曲，是出自於Galei TzahalGalei Tzahal 廣播電台的一個名為"Od Me'at Nahafoch Leshir" (Soon We'll Become A Song) 的記念日的計劃(收集已故的以色列國防軍土兵的歌詞與詩篇，並由以色列藝術家編曲)。
達魯蜜以一首"Nigmeru Li Hamilim" (I'm Out Of Words)，在一個兒童歌曲的比賽(Festigal as Scheherazade)得到亞軍。
在2013年7月8日，達魯蜜發行了第二張專輯"Tahaziku"。這張專輯收錄了十首歌，包含了專輯同名單曲 "Tahaziku" (hold) 及 "Panai laruach" (my face to the wind),"Stam shnei anashim" (just two people)，"Ktze haiom" (end of the day)。前二首單曲曾於2012年發行, 後二首單曲曾於2013年發行。這張專輯的歌曲 "Karka'it nemucha" (a low ground) 及 "Yom shishi" (Friday) (like "Saturday night" in Israel)分別在2013年及2014年以單曲的方式再發行。